# Liste der Städte in Maine

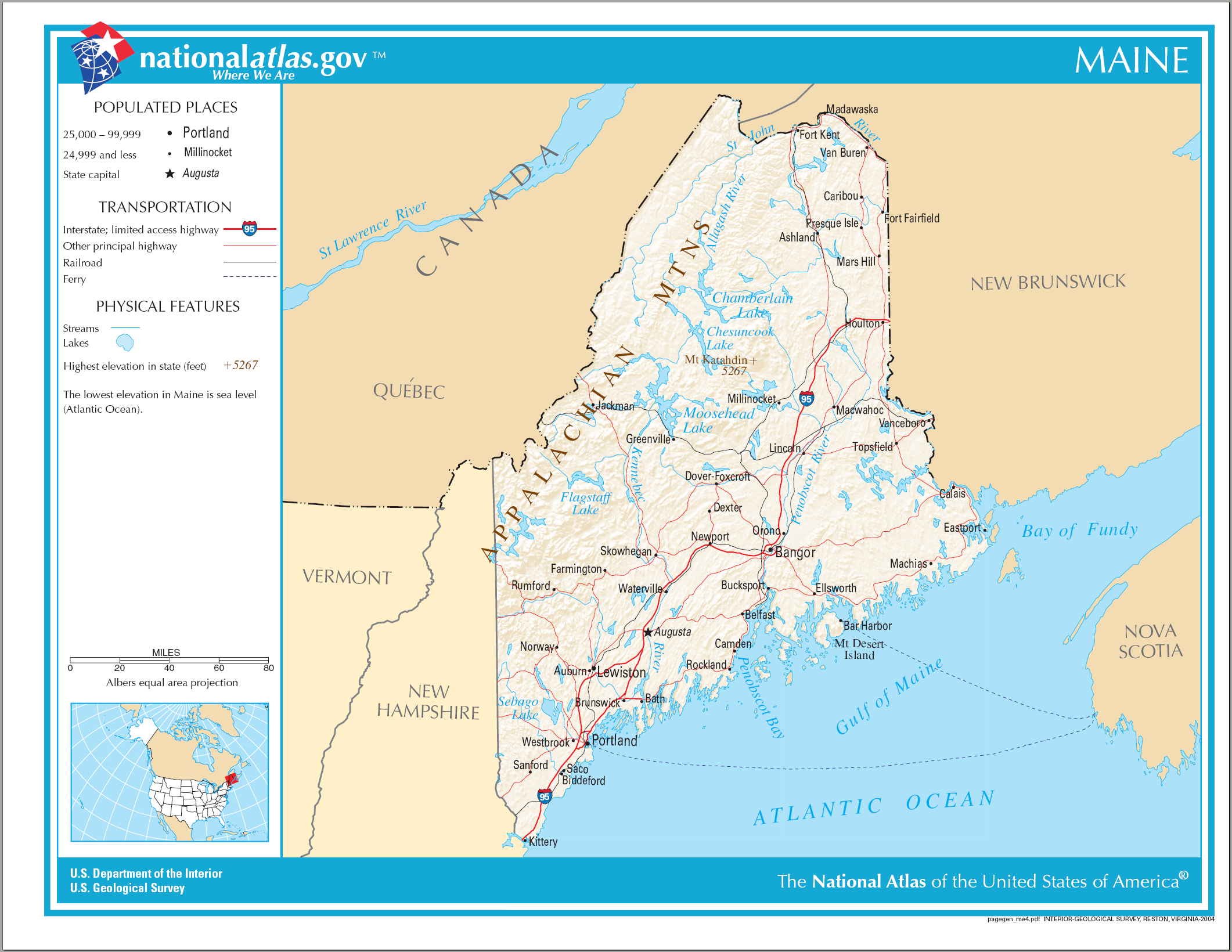
Karte Maines

Die Liste der Städte in Maine enthält alle Orte im US-Bundesstaat Maine sortiert nach ihrer Einwohnerzahl, die mindestens eine Bevölkerung von 10.000 aufweisen.
Stand 1. Juli 2019
| Rang | Stadt          | County       | Einwohnerzahl |
| ---- | -------------- | ------------ | ------------- |
| 1    | Portland       | Cumberland   | 66.215        |
| 2    | Lewiston       | Androscoggin | 36.225        |
| 3    | Bangor         | Penobscot    | 32.262        |
| 4    | South Portland | Cumberland   | 25.532        |
| 5    | Auburn         | Androscoggin | 23.414        |
| 6    | Biddeford      | York         | 21.504        |
| 7    | Sanford        | York         | 21.223        |
| 8    | Saco           | York         | 19.964        |
| 9    | Westbrook      | Cumberland   | 19.074        |
| 10   | Augusta        | Kennebec     | 18.697        |
| 11   | Waterville     | Kennebec     | 16.558        |
| 12   | Brunswick      | Cumberland   | 15.370        |